# Lucia Traversa
Lucia Traversa, född den 31 maj 1965 i Rom, Italien, är en italiensk fäktare som tog OS-silver i damernas lagtävling i florett i samband med de olympiska fäktningstävlingarna 1988 i Seoul.